# Symphonie no 68 de Joseph Haydn
La Symphonie no 68 en si bémol majeur Hob. I:68 est une symphonie du compositeur autrichien Joseph Haydn. Composée en 1779, elle comporte quatre mouvements.

## Analyse de l'œuvre
1. Vivace, en si bémol majeur, à 
, 168 mesures
2. Menuet & Trio, en si bémol majeur, à 
, 56 mesures
3. Adagio cantabile, en mi bémol majeur, à 
, 126 mesures
4. (Finale) Presto, en si bémol majeur, à 

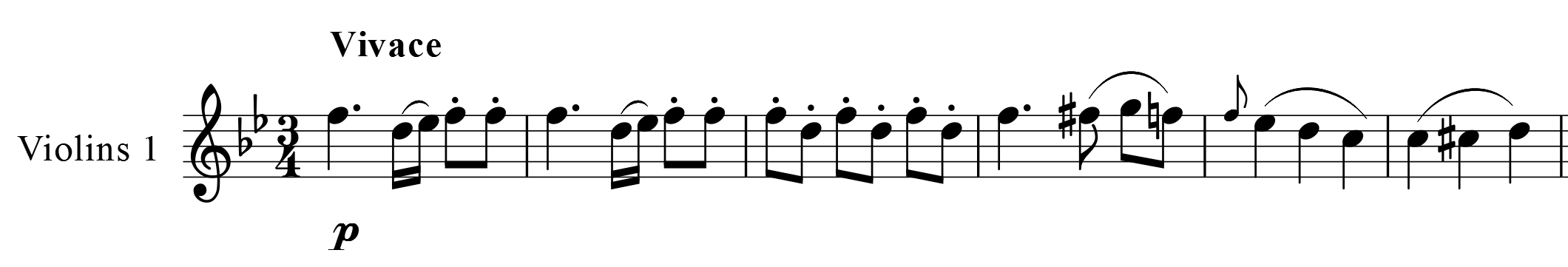
Début du Vivace

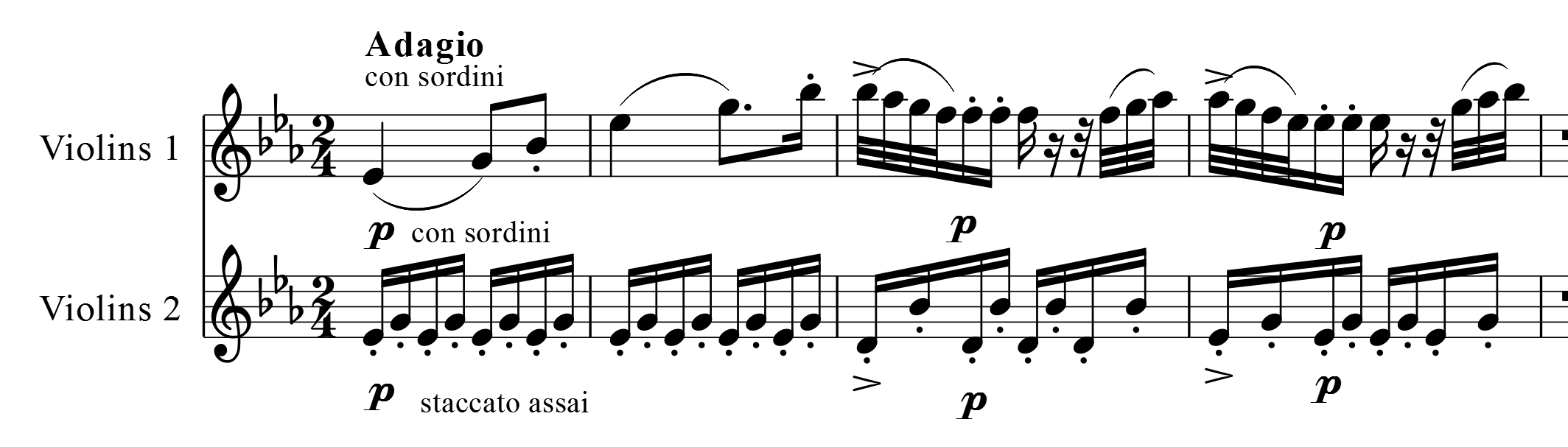
Début de l'Adagio cantabile

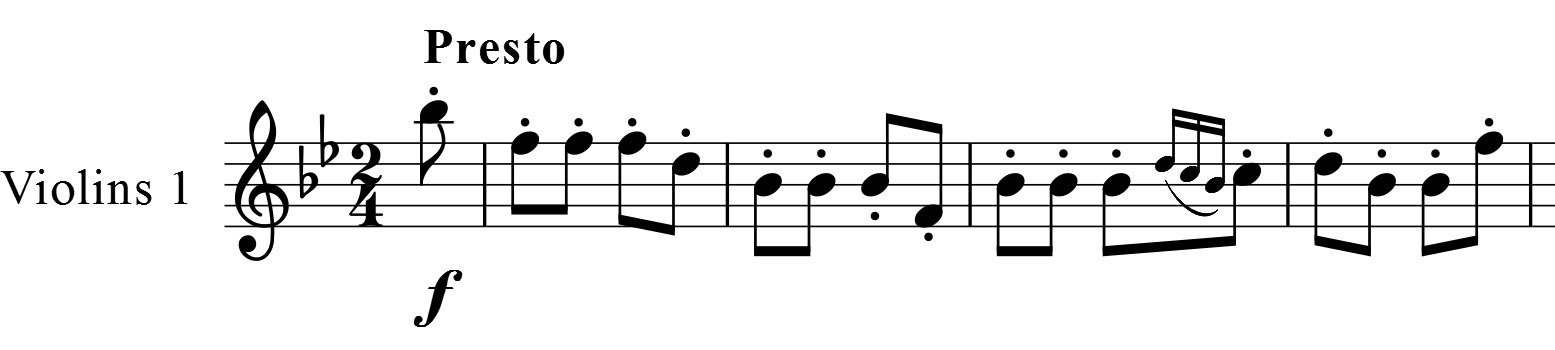
Début du Presto

, 268 mesures

Durée approximative : 30 minutes.

## Instrumentation
L'oeuvre est composée pour : 2 hautbois, 2 bassons, 2 cors (en sib et mib), cordes.